# Джефри Хол
Джефри Конър Хол (на английски: Jeffrey Connor Hall), роден на 3 май 1945, е американски генетик и хронобиолог. Той е професор емеритус по биология в Университета „Брандайс“. Хол посвещава научната си кариера на изследването на неврологичния аспект на поведенческите и репродуктивни цикли при мухите от вида Drosophila melanogaster, при което открива съществени механизми на циркадния ритъм при този вид и хвърля светлина върху половата диференциация на нервната система.
За революционните си приноси в областта на хронобиологията е избран за член на Националната академия на науките на САЩ. Заедно с учените Майкъл Росбаш и Майкъл Йънг, Хол получава Нобеловата награда за физиология или медицина за 2017 година за „техните открития на молекулните механизми, контролиращи циркадния ритъм“. 